# Artemis Fowl II
Artemis Fowl II je izmišljeni lik, glavni junak v seriji mladinskih fantazijskih romanov Artemis Fowl pisatelja Eoina Colferja. Sprva je antiheroj - mlad genij, ki svoje sposobnosti usmerja predvsem v večanje družinskega bogastva, pogosto na ilegalne načine.
Je sin Angeline in Artemisa Fowla I iz rodbine »legendarnih kriminalcev«. Živi v dvorcu, ki je že dolgo last njegove družine, kjer ga varuje njegov služabnik in osebni stražar Butler. V knjigi je opisan kot bledopolti deček z modrimi očmi, vranječrnimi lasmi in prezgodaj zgubano kožo okoli oči.

## Pojavitve
- Artemis Fowl 1: v prvem delu serije izsiljuje prebivalce Podzemlja za ogromne količine zlata. A zgodba se zaplete in Artemis celo postane prijatelj z vilinko Marjeto Mali, ki je vilinska agentka. Ko ga hočejo vilinci uničiti, jih pretenta.
- Artemis Fowl 2: Operacija Arktika: v drugem delu vilinci obtožijo Artemisa trgovanja z Podzemljem, a to ni res. Artemis jim pomaga najti krivca, v zameno da mu pomagajo rešiti očeta iz rok ruske mafije. Na koncu najdejo krivca in rešijo očeta. Artemis jim celo pomaga rešiti Podzemlje pred popolnim uničenjem.
- Artemis Fowl 3: Neskončna šifra: Artemis s pomočjo ukradene vilinske tehnologije izdela K kocko, ki je kakih 20 let pred ostalo človeško tehnologijo. S to kocko izsiljuje Jona Spira. Na pomoč mu priskoči Podzemlje. Na koncu premagajo Jona Spira, a Artemisu izbrišejo spomin, tako da pozabi na vse stike z Podzemljem. Z ukano dobi kasneje te spomine nazaj.
- Artemis Fowl 4: Zahrbtna Opal: v četrti knjigi stotnica Marjeta Mali posvari Artemisa pred nevarnostjo iz Podzemlja, saj želi vilinka Opal uničiti Podzemlje. Ker je on brez spomina, ji najprej ne more pomagati, a nato dobi nazaj spomin in ponovno reši Podzemlje.